# Rothmans International Series
Rothmans International Series var en australiensisk tävlingsserie för formel 5000-bilar som kördes mellan 1976 och 1979.

## Historia
Tasman Series hade körts i Australien och Nya Zeeland med formel 5000-bilar sedan säsongen 1970. Efter 1975 splittrades serien och deltävlingarna i Australien fortsatte ytterligare fyra år, sponsrade av tobaksbolaget Rothmans. Deltävlingarna hölls på banor som Sandown Raceway med flera.

## Vinnare av Rothmans International Series
| År   | Förare        | Bil                   | Team              |
| ---- | ------------- | --------------------- | ----------------- |
| 1976 | Vern Schuppan | Lola T332-Chevrolet   | Theodore Racing   |
| 1977 | Warwick Brown | Lola T430-Chevrolet   | Racing Team VDS   |
| 1978 | Warwick Brown | Lola T333CS-Chevrolet | Racing Team VDS   |
| 1979 | Larry Perkins | Elfin MR8-Chevrolet   | Ansett Team Elfin |